# كلير سكينر
كلير سكينر (بالإنجليزية: Claire Skinner)‏؛ ممثلة بريطانية، ولدت في 1965 في المملكة المتحدة.

## وصلات خارجية
- كلير سكينر على موقع IMDb (الإنجليزية)
- كلير سكينر على موقع قاعدة بيانات الفيلم (الإنجليزية)